# Eucnemesaurus
Eucnemesaurus tillhör familjen Riojasauridae och är ett släkte av sauropod-liknande dinosaurier. Eucnemesaurus namngavs 1920 av Egbert Cornelis Nicolaas van Hoepen. Typarten är Eucnemesaurus fortis. Eucnemesaurus var en växtätare, hade en vikt på drygt 500 kg och en längd på cirka 6 meter.